# Kurt Mattick

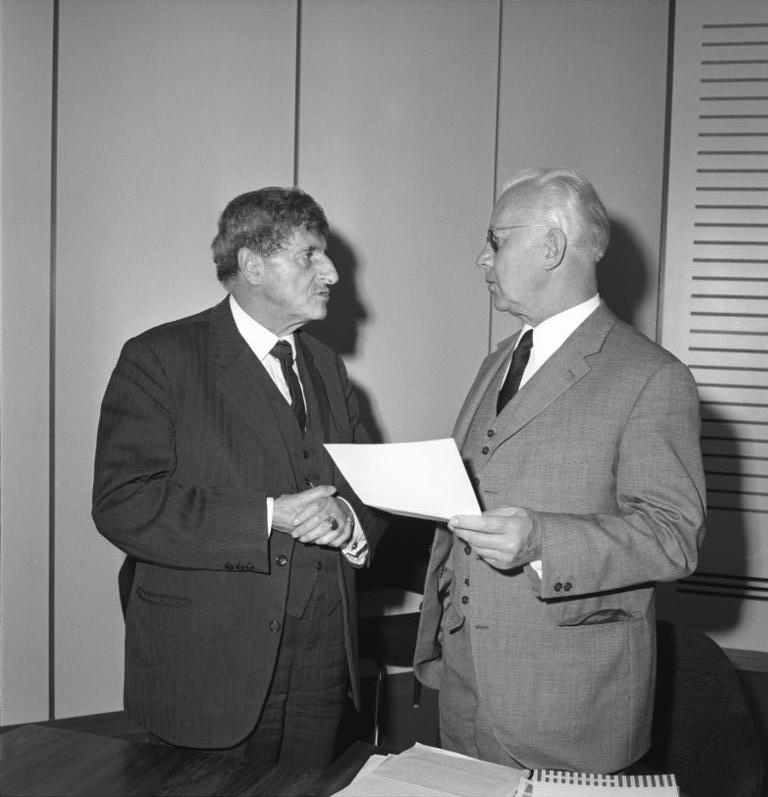
Hermann Kopf und Kurt Mattick (rechts), während einer Sitzung des Auswärtigen Ausschusses am 30. November 1968 in Berlin

Richard Wilhelm Kurt Mattick (* 27. Juni 1908 in Boxhagen-Rummelsburg; † 6. Januar 1986 in Berlin) war ein deutscher Politiker der SPD.

## Leben und Beruf
Der Gürtlersohn Mattick absolvierte nach dem Besuch der Volksschule in Berlin von 1922 bis 1926 eine Maschinenbauerlehre. Anschließend arbeitete er bis zum Ausbruch des Zweiten Weltkrieges als Schlosser. Zunächst war er bis 1931 bei den Borsig-Werken beschäftigt, später bei einem Ford-Händler. Vor 1933 war er Mitglied im Deutschen Metallarbeiter-Verband, in dem er zeitweise das Amt eines Lehrlingsobmanns ausübte. Während der Zeit des Nationalsozialismus engagierte er sich in der Gruppe Neu Beginnen. Er wurde zwar mehrfach von der Gestapo vorgeladen, aber nie verhaftet. Im Krieg zunächst von 1940 bis 1941 Soldat, wurde er bald als Schlosser bei Siemens in Berlin dienstverpflichtet. Seit 1936 war er mit der Schneiderin Elsa Thiele (1910–2009) verheiratet, der Ehe entsprang eine Tochter.
Nach dem Zweiten Weltkrieg war Mattick persönlicher Referent von Otto Suhr. 1946/47 war er Angestellter der SPD-Fraktion in der Stadtverordnetenversammlung von Groß-Berlin. Anschließend arbeitete er als Journalist bei verschiedenen sozialdemokratischen Zeitungen, um dann von 1952 bis zu seinem Einzug in den Bundestag als Handelsvertreter tätig zu sein. Von 1965 bis 1983 war Mattick Vorsitzender des Rundfunkrates der Deutschen Welle.

## Partei
Mattick gehörte seit 1924 der Sozialistischen Arbeiterjugend und seit 1926 der SPD an.
1945 wurde er Betriebsgruppenleiter der SPD in der Zentralverwaltung der deutschen Industrie in Berlin. Von 1947 bis 1952 und 1958 bis 1963 war er stellvertretender Landesvorsitzender der SPD Berlin. 1963 übernahm er dort den Landesvorsitz von Willy Brandt, der im Februar 1964 zum Bundesvorsitzenden seiner Partei aufstieg. 1968 gab er ihn an den Regierenden Bürgermeister Klaus Schütz ab. Insgesamt war er von 1947 bis 1984 ununterbrochen Mitglied des Berliner SPD-Landesvorstandes.

## Abgeordneter
Mattick gehörte dem Deutschen Bundestag von 1953 bis 1980 an. Vom 27. Juni 1955 bis 1957 war er stellvertretender Vorsitzender des Wahlrechtsausschusses des Bundestages, vom 2. Februar 1967 bis 1976 des Auswärtigen Ausschusses. Von 1969 bis 1972 war er Vorsitzender des Arbeitskreises für Auswärtige und innerdeutsche Beziehungen der SPD-Fraktion, anschließend bis 1976 des Arbeitskreises für Außen- und Sicherheitspolitik, innerdeutsche Beziehungen, Europa- und Entwicklungspolitik. Von 1976 bis 1980 schließlich war er Vorsitzender des Bundestagsausschusses für innerdeutsche Beziehungen.
Zeitweise gehörte er auch der Nordatlantischen Versammlung, der Versammlung der Westeuropäischen Union und der Beratenden Versammlung des Europarates an.

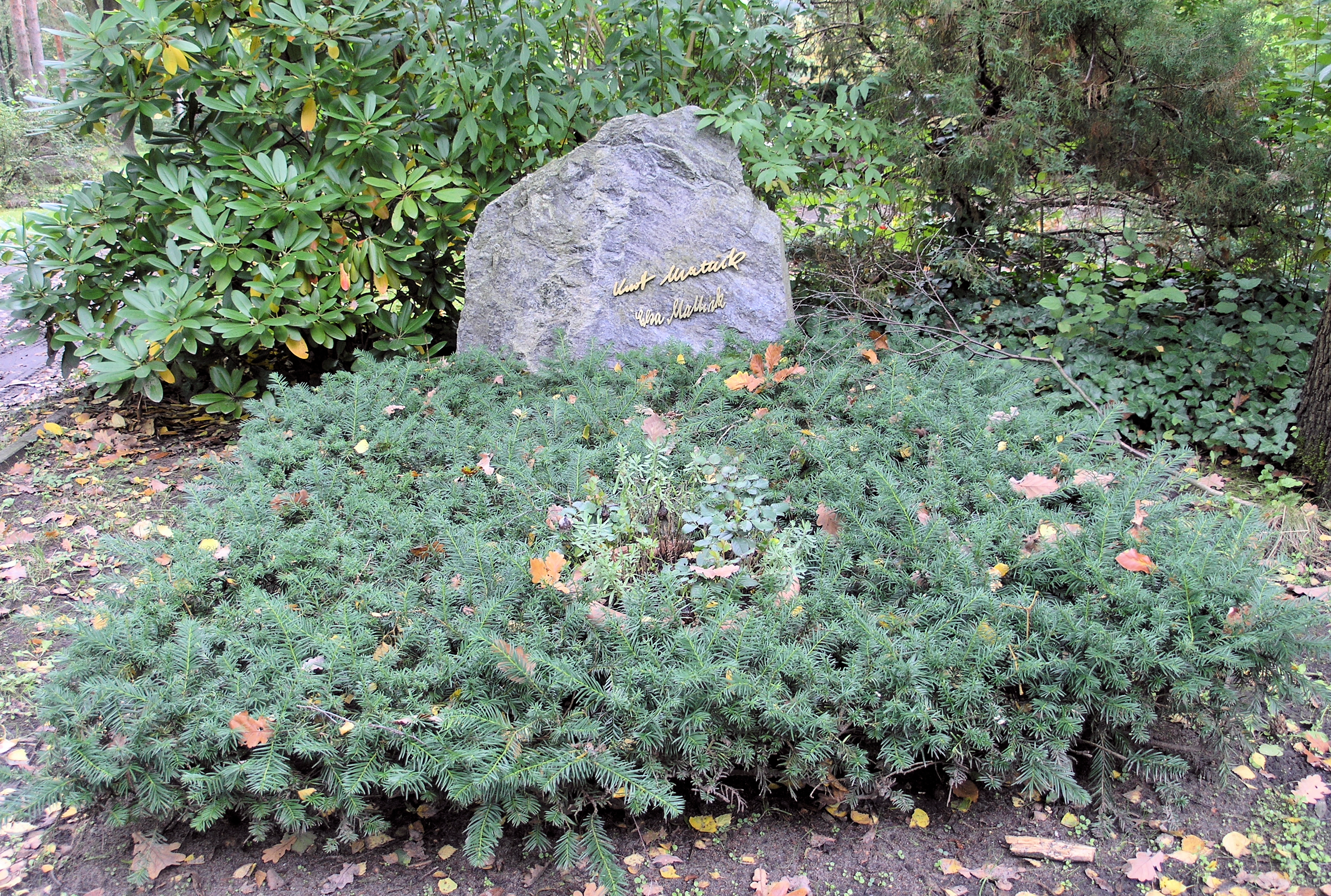
Ehrengrab, Potsdamer Chaussee 75, in Berlin-Nikolassee

## Ehrungen
Kurt Mattick wurde mit dem Großen Bundesverdienstkreuz (1968) mit Stern (1973) und Schulterband (1983) ausgezeichnet. Mattick wurde 1973 mit der Ernst-Reuter-Plakette der Stadt Berlin ausgezeichnet und ist auf dem Waldfriedhof Zehlendorf (Feld 037-448) bestattet worden, sein Grab war bis zum Jahr 2009 als Ehrengrab der Stadt Berlin ausgewiesen.